# Phénomène
Pour les articles homonymes, voir Phénomène (homonymie).
Pour l'étude des différents phénomènes, voir Phénoménologie.
Un phénomène est ce qui résulte de la manière dont une chose, un fait du monde physique (objet, action…), psychique (émotion, pensée…) ou social (produit d'interactions sociales) se manifeste à la sensibilité d'un être vivant. 
Certains phénomènes de la physique, tels le magnétisme, la lumière ultra-violette, les rayons X, etc. n'affectent pas de la même manière la sensibilité des différents êtres vivants. Le mot phénomène vient du latin phaenomenon, emprunté au grec φαινόμενον / phainómenon, « phénomène naturel », dérivé du verbe φαίνω / phaínô, « faire paraître, faire voir, rendre visible ».
On contraste parfois, notamment Emmanuel Kant qui a fait de la notion un problème philosophique, le phénomène tel qu'il se présente à notre esprit à ce qu'est en soi une chose réellement existante supposée (das Ding an sich). Par exemple, je vois là un arbre (phénomène), mais qu'est-ce qui est réellement ? Nous n'en savons rien, que ce soit intuitivement, scientifiquement ou métaphysiquement.
Au phénomène peut aussi s'opposer le noumène au sens également de Kant, un objet qui semble exister mais n'est pas perceptible par les sens, bien que peut-être compréhensible par l'intellect. Le noumène est distinct de la chose en soi en ce qu'il en est un objet intellectuel uniquement, qui ainsi ne se manifeste pas tel un phénomène.

## Définitions philosophiques
Pour Kant, « l’objet indéterminé d’une intuition empirique s’appelle phénomène ». Un phénomène est l'objet d’une intuition – elle apparaît – empirique – à un sujet. Le phénomène est ce qui se donne en général à la sensibilité des sujets. Le phénomène lie donc un objet, d'où vient le phénomène, un sujet, qui reçoit le phénomène, passif, et une manifestation, une apparition, qui fait le lien entre l'objet et le sujet. Kant oppose le phénomène au noumène : les phénomènes constituent le monde tel que nous le percevons, et les noumènes révèlent un monde dont l'existence est au contraire indépendante de notre expérience, la chose en soi. Cette conception est celle de Platon : Platon perçoit le phénomène comme la cause occasionnelle qui nous fait nous ressouvenir (Mythe de la caverne, Phédon). Platon voit le phénomène comme une copie du monde des Idées. L'empirisme de Berkeley et de Hume s'y oppose. Husserl repart de la tradition empirique pour fonder la phénoménologie. Bohr utilise le concept de phénomène de préférence au fait pour souligner l'importance de l'observateur. 
Pour le Bouddhisme Tibétain, on peut lire dans certains[Lesquels ?] commentaires du Sūtra du Cœur une définition traditionnelle du phénomène : 
"Rang gui ngo wo dzinn pèï teun" qui signifie "Le phénomène est la fonction qui saisit ce qui le constitue comme tel".
Le phénomène n'est pas une "chose", c'est l'application à un objet d'une fonction, et plus particulièrement d'une fonction cognitive qui, dans son opération, son opérativité, génère ce qui constitue le phénomène comme tel (avec ses caractéristiques propres).
Le phénomène est la représentation qu'opère en soi le processus cognitif qui le constitue.
Le phénomène, l'étant, émerge dans cette opération, il n'existe pas comme réalité indépendante du processus cognitif qui le connaît. C'est le cœur de l'interdépendance, dont il est question dans ce soutra.